# Фрационе Валдинферно-Равоти (Кунео)
Фрационе Валдинферно-Равоти је насеље у Италији у округу Кунео, региону Пијемонт.
Према процени из 2011. у насељу је живело 2 становника. Насеље се налази на надморској висини од 1220 м.